# 石涧站 (安阳县)
石涧站是位于河南省安阳县蒋村镇石涧村的一个铁路车站。经过该站的线路为安李铁路、石林铁路，现办理货运业务。车站隶属郑州铁路局安李支线公司，车站等级未知。